# Barszczewo (gmina)
Barszczewo (1861–1944 i od 1973 Choroszcz) – dawna gmina wiejska istniejąca w latach 1944–1954 w woj. białostockim (dzisiejsze woj. podlaskie). Siedzibą gminy było Barszczewo.

## Historia
Gminę Barszczewo utworzono pod koniec II wojnie światowej, w 1944 roku w powiecie białostockim w woj. białostockim z obszaru przedwojennej gminy Jaświły, która przed wojną składała się z 29 gromad, utworzonych 16 października 1933.
1 czerwca 1951 utworzono dodatkowe cztery gromady: Baciuty-Kolonia (z gromady Baciuty), Markowszczyzna (z gromady Tołcze), Rogowo-Kolonia (z gromady Rogowo) i Śliwno (z gromady Kruszewo).
Według stanu z dnia 1 lipca 1952 roku gmina była podzielona na 32 gromad: Baciuty, Baciuty kol., Barszczewo, Barszczówka, Czaplino, Dzikie, Gajowniki, Izbiszcze, Jeroniki, Konowały, Kościuki, Kruszewo, Markowszczyzna, Mińce, Niecki, Niewodnica Korycka, Niewodnica Kościelna, Ogrodniki, Oliszki, Pańki, Rogowo, Rogowo kol., Sienkiewicze, Śliwno, Tołcze, Topilec, Topilec kol., Trypucie, Zaczerlany, Zalesiany, Zawady, Żółtki.
Gmina została zniesiona 29 września 1954 roku wraz z reformą wprowadzającą gromady w miejsce gmin. Jednostki nie odtworzono 1 stycznia 1973 roku po reaktywowaniu gmin, przywrócono natomiast gminę Choroszcz.